# كريس هاتشر (لاعب كرة قاعدة أمريكي)
كريس هاتشر (بالإنجليزية: Chris Hatcher)‏ هو لاعب كرة قاعدة أمريكي، ولد في 7 يناير 1969 في آناهايم في الولايات المتحدة.

## وصلات خارجية
- كريس هاتشر (لاعب كرة قاعدة أمريكي) على موقعبيزبول رفرنس.كوم (الدوري الرئيسي) (الإنجليزية)
- كريس هاتشر (لاعب كرة قاعدة أمريكي) على موقعبيزبول رفرنس.كوم (الدوري الثانوي) (الإنجليزية)
- كريس هاتشر (لاعب كرة قاعدة أمريكي) على موقع مشجعي الرسوم البيانية (الإنجليزية)